# Elizabeth Casson
Pour les articles homonymes, voir Casson (homonymie).
Elizabeth Casson (14 avril 1881 - 17 décembre 1954) est une médecin britannique, pionnière de l'ergothérapie au Royaume-Uni. Elle est la première femme à recevoir un diplôme de médecine de l'Université de Bristol.

## Biographie
Elizabeth, ou Elsie, Casson naît le 14 avril 1881 à Denbigh au Pays de Galles. Elle est la sixième enfant de Thomas Casson, manager dans une banque, et de sa femme Laura Ann.
En 1891, Thomas se lance dans la fabrication d'orgue et la famille s'installe à Londres. Elizabeth Casson suit les cours du St Mary's College, Paddington avant que son père ne l'envoie dans une école de secrétariat. Après son diplôme, elle est secrétaire dans la société de son père jusqu'à la retraite de ce dernier. En 1908, Casson travaille pour la réformatrice sociale Octavia Hill, s'occupant des conditions de vie des résidents de Red Cross Hall à Southwark. Au cours des cinq années suivantes, elle organise des activités récréatives à la salle, en se concentrant sur les arts. La philosophie d'Octavia Hill a influencé le travail de Casson au cours des années suivantes.

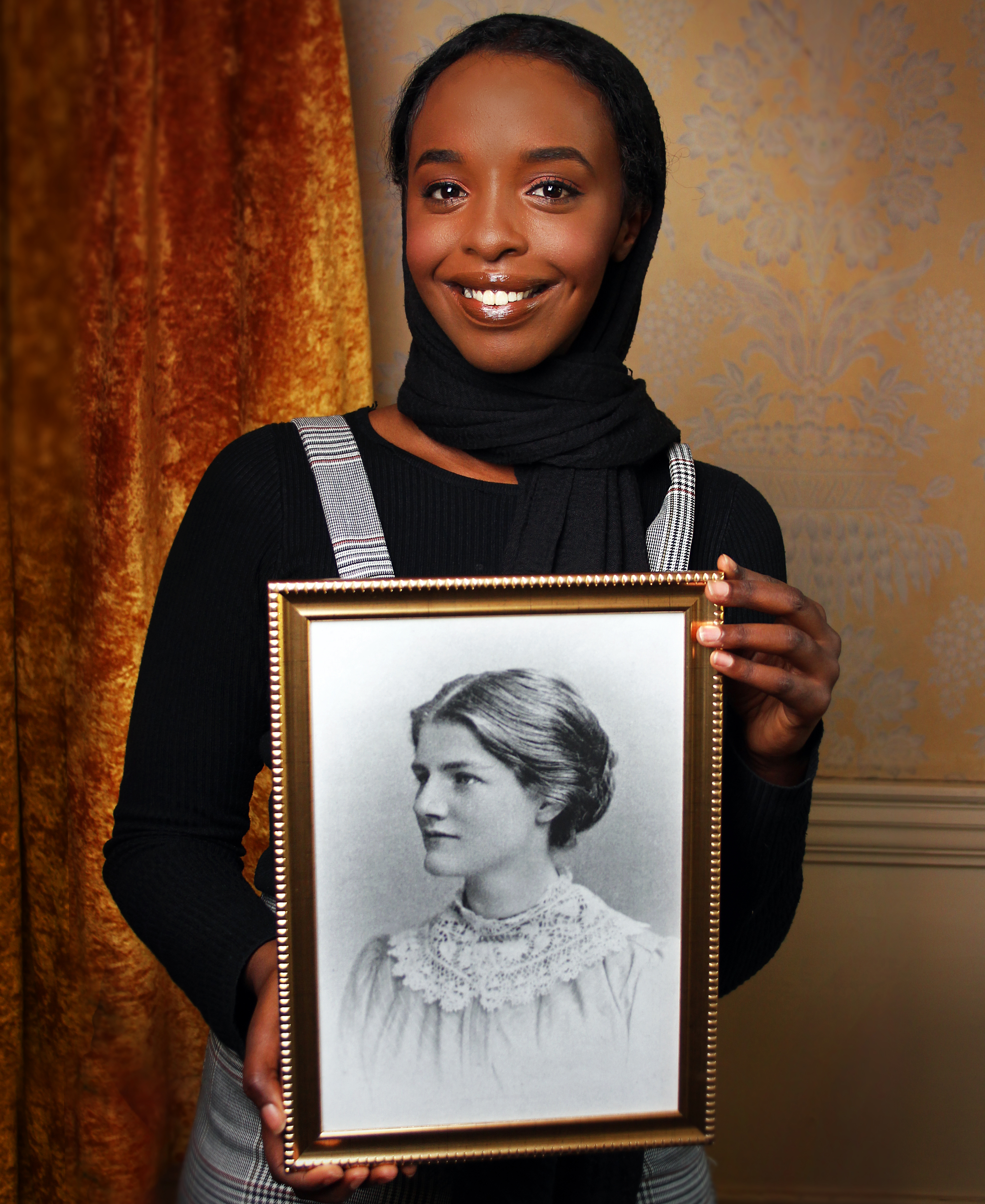
Asha Mohammed avec le portrait de Dr Elizabeth Casson.

En 1911, l'oncle de Casson, vice-chancelier de l'Université de Bristol, lui promet une place en médecine si elle réussit les examens d'entrée. Elle entre le 1er octobre 1913 à l'âge de 32 ans. Elle obtient son diplôme en 1919 puis travaille au West Hertfordshire Hospital in Hemel Hempstead. Elle y observe que les patientes apprécient les activités artistiques proposées. Elle comprend que ces activités n'occupent pas seulement les patients, mais les aident à recouvrer l'estime de soi et résoudre certains problèmes.
Elle devient médecin au Holloway Sanatorium de 1921 à 1929, développant un intérêt pour l'ergothérapie. À cette époque, elle obtient un diplôme en médecine psychologique de l'Université de Londres en 1922 et son doctorat en médecine de l'Université de Bristol en 1926 (devenant la première femme diplômée en médecine de cette université). Elle remporte le prix Gaskell 1927 de la Royal Medico-Psychological Association. Elle participe à la création du  Comité permanent de médecine psychologique de la Fédération des femmes médecins et du club Gaskell pour les récipiendaires du prix.

## Dorset House
En 1926, Casson visite le centre d'ergothérapie de l'hôpital Bloomingdale à New York et décide de créer une structure similaire en Grande-Bretagne. Elle emprunte £1'000 à son frère Lewis et ouvre Dorset House à Clifton (Bristol) en 1929, une résidence pour femmes ayant des problèmes de santé mentale. Le 1er janvier 1930, elle inaugure la première école d'ergothérapie du Royaume-Uni, connue sous le nom de Dorset House School et en devient la directrice médicale. L'école enseigne non seulement les matières médicales telles que l'anatomie et la physiologie, mais aussi les traitements d'ergothérapie tels que le tissage, la reliure et autres travaux manuels.
En 1930, Dorset House accueille 800 patients. En 1946, l'école est déplacée à Oxford et les patients à Clevedon. Pour s'assurer que les coûts soit réduits pour les patients, Casson subventionne leur traitement sur ses propres fonds.
En 1949, elle créé l'Elizabeth Casson Trust qui se concentre sur le traitement et l'éducation en ergothérapie, la majorité des fonds allant à l'école Dorset House. En 1992, l'école est intégrée à l'Oxford Brookes University. Le trust continue de soutenir les ergothérapeutes dans leurs activités de perfectionnement professionnel.
Elizabeth Casson meurt à Bristol, le 17 décembre 1954, des suites d'une anémie.

## Reconnaissance
Casson remporte le prix Gaskell 1927 de la Royal Medico-Psychological Association.
En 1951, elle est nommée officier de l'ordre de l'Empire britannique et est élue membre de la Fédération mondiale d'ergothérapie.